# Nóráp
Nóráp je malá vesnička v Maďarsku v župě Veszprém, spadající pod okres Pápa. Nachází se asi 4 km jižně od Pápy, 20 km severně od Devecseru, 22 km severozápadně od Ajky a 28 km východně od Celldömölku. V roce 2015 zde žilo 207 obyvatel, z nichž naprostou většinu (96,7 %) tvoří Maďaři.
Nóráp leží na silnici 84109. Je přímo silničně spojen s obcemi Dáka, Kéttornyúlak (součást Pápy), Kup a Pápakovácsi. Nórápem protéká několik nepojmenovaných potůčků, které se všechny vlévají do potoka Kis-Séd. Ten se vlévá do řeky Marcal.
V Nórápu se nacházejí dva kostely, z nichž je jeden katolický a jeden reformovaný. Nachází se zde též hospoda a hřbitov.
U Nórápu se nachází malá vodní nádrž Nórápi halastó.